# Bodor Pál

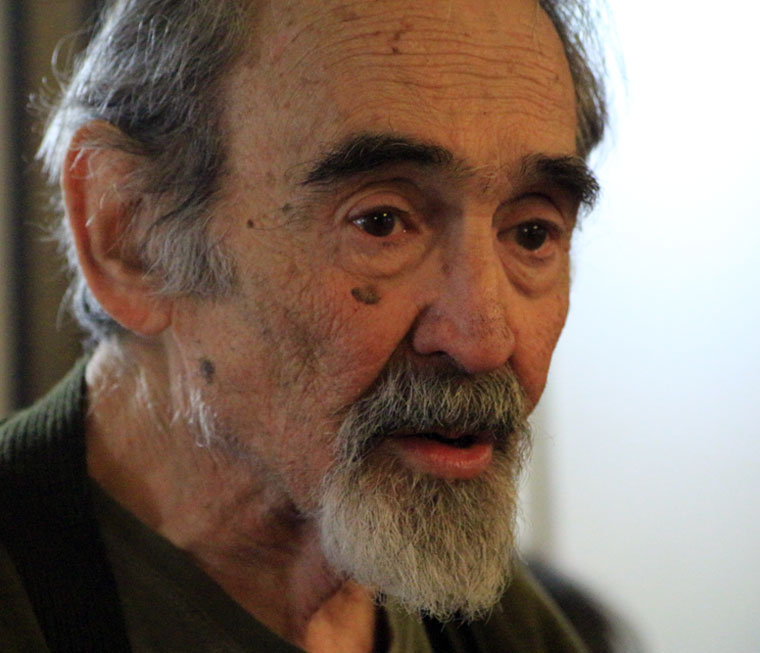
A XXI. Század Társaság összejövetelén 2013-ban (Eifert János felvétele)

Bodor Pál (írói álnevein Diurnus, Tóth Balázs, Zaláni János, Bóra Gábor) (Budapest, 1930. július 28. – Budapest, 2017. március 12.) magyar szerkesztő, költő, közíró, műfordító. Bodor Klára fia.

## Életútja, munkássága
Temesváron, a piarista líceumban érettségizett 1948-ban. Egyetemi tanulmányait a filozófia-lélektan karon kezdte meg Bukarestben, majd a kolozsvári Bolyai Tudományegyetemen folytatta.
Első írása 1946-ban a temesvári Szabad Szóban jelent meg. 1946 és 1948 között a temesvári Gaudeamus című diáklap szerkesztője, 1947-ben Páll Árpáddal, Sütő Andrással stb. röpiratokat szerkesztett. Előbb a Romániai Magyar Szó, majd a kolozsvári Igazság szerkesztőségében dolgozott (1948-51), 1951 novemberétől az Utunk rovatvezetője, majd 1967 februárjáig szerkesztőségi főtitkára. Közben a Gaál Gábor Irodalmi Kör irányítójaként a második Forrás-nemzedék új törekvéseit támogatta.
1967-től 1970-ig az Irodalmi Könyvkiadó nemzetiségi részlegét, majd a Kriterion Könyvkiadó magyar szerkesztőségét vezette; nevéhez fűződik ebben az időszakban a Magyar Klasszikusok, a Téka és a Fehér Könyvek sorozat, számos folklórkötet megjelentetése, nyelvészeti és művelődéstörténeti sorozatok megindítása s hazai műfordítók bevonása a Horizont című világirodalmi sorozatba. 1970-től 1979-ig a Román Rádió és Televízió nemzetiségi műsorainak főszerkesztője. Ebben a munkakörben új területre talált sokoldalú és fáradhatatlan szervezőképessége (televízió és irodalom); az ő nevéhez fűződik a Román Televízió magyar adása sajátos műfajainak és későbbi munkatársi gárdájának kialakítása. Később az Előre főmunkatársa.
Az 1950-es években állandó publicisztikai rovata volt az Igazságban (Ablak), majd az Utunkban (Lírai röplapok, később Fanyar röplapok), a Brassói Lapokban, a Dolgozó Nőben és a kolozsvári rádióstúdió adásaiban. Egyéni műfajt teremtett „lírai röplapok”-nak nevezett glosszáival, pamfletjeivel, amelyekben társadalmi elkötelezettséggel jórészt az éppen időszerű politikai kérdésekhez szólt hozzá. Nagy kritikai visszhangot kiváltó első kötetébe (Két arasszal az ég alatt, 1961) két ciklusba osztva hetvenet vett föl irodalmi miniatűrjeiből, melyekben váltakozva keverednek finom és eredeti képzettársításai pátosszal, iróniája lendületes tirádákkal.
Közírói munkásságából ad ízelítőt Tengerpart az udvaron (1964) c. riportgyűjteménye. Itt közölt írásai az irodalmi riport igényével készültek, sajátos agitátori szenvedélyességtől fűtött lírai hangvétel tette őket vonzóvá. A közéletet erkölcsileg mérlegelve az emberi kapcsolatok ferdeségeit jellemezte a hétköznapok realizmusával Monológ zárójelben című „röplap”-gyűjteménye (1971). Sajátos „intarzia-kötete” a maga és mások verseiből, azaz műfordításokból, parafrázisokból, lírai és prózai kommentárokból állt (Add magad hozzá a világhoz, Kolozsvár, 1975). „Túlvilági röplapok versben és prózában” alcímmel megjelentetett, Apám könyve című művében (1980) a halálfélelem problémája foglalkoztatta.
Lírai termését az Égetett agyag (1963) és az Írószövetség országos díját elnyert A meztelen lány (1969) c. kötetekben adta közre. Sokoldalú költő, tudatos formaművész; bár költeményei többségben szabad versek, kedveli a kötött formákat is. Legjobban sikerült verseinek az egyszerűség az erénye. A lírától, sőt a szabadvers-formáktól a későbbi években közölt publicisztikával és esszével ötvözött kisregényeiben sem szakadt el (A lány, aki nincs, 1975), jellemkutató visszajátszásukban a történelmi kiforrás sok fájdalmas emléke szakad fel. 1979-es regénye (Kék folt) gyermekkori sebeket idézett fel egy tragikus nősors kapcsán. 1986-os Haldoklás anyanyelven című regénye édesapjának sorsán keresztül a történelem erőinek kiszolgáltatott kisember abszurd élethelyzetét szemléltette.
Bodor Pál igazi műfaja a publicisztikus esszé, naplójegyzet, portré, vitairat, olvasónapló.
Szerepelt a Hazánk magyar költői (1953), a Pellengér (1955), Egy nap történelem (1962) című antológiákban. Prózafordításai között Cezar Petrescu, Teodor Mazilu, Alexandru Mirodan, Remus Luca, Pop Simion, Laurențiu Fulga, D. Săraru és Isac Peltz művei szerepeltek, magyarul tolmácsolta Geo Dumitrescu verseit.
Több versét Birtalan József és Csíky Boldizsár zenésítette meg.
Bodor Pál 1983-ban Budapestre költözött, ahol 1984-től a Magyar Nemzet, 1991-től a Népszabadság szerkesztője lett.
1990 januárjában interjút készített Ion Iliescu elnökkel az 1989. decemberi romániai eseményekről, e riportot a budapesti Magyar Nemzet közölte (1990. január 15.) és a sepsiszentgyörgyi Háromszék (1990. január 21). Autonómiákról, háromnyelvűségről Romániában. Beszélgetés Király Károllyal. c. riportja szintén a budapesti Magyar Nemzetben jelent meg (1990. január 27.).
1990. május 24-én kifüggesztették a Kolozsvári Egyetemi Könyvtárban azoknak a nevét, akik 1988-ban indexre lettek téve, valamennyi írásuk olvasása tiltott volt, köztük Bodor Pál, Banner Zoltán, Bartis Ferenc, Dános Miklós, Köteles Pál, Szőcs Géza, romániai románok számosan, 900 fő körül.
1991 januárjában romániai szélsőségesek azt követelték, hogy a romániai magyarok szakítsák meg kapcsolataikat az anyaországgal, ez vonatkozott többek közt a következő romániai magyar közéleti személyiségekre: Ágoston Vilmos, Beke György, Bodor Pál, Kányádi Sándor, Lászlóffy Aladár, Sütő András, Szabó T. Attila, Szőcs Géza.
Genfben 1991. július 1. és 19. között rendezte meg az EBEÉ a nemzeti kisebbségek kérdéskörében a szaktalálkozót. Bodor Pál Traian Chebeleuval, a román és Entz Gézával, a magyar küldöttség vezetőjével készített interjút (Szabadság, Kolozsvár, 1991. augusztus 2.).

## Kötetei
- Két arasszal az ég alatt. Irodalmi miniatűrök, lírai röplapok; Ifjúsági, Bukarest, 1961
- Égetett agyag. Versek; Ifjúsági, Bukarest, 1963
- Tengerpart az udvaron. Riportok; Irodalmi, Bukarest, 1964
- A meztelen lány. Versek; Ifjúsági, Bukarest, 1969
- Monológ zárójelben. Röplapok versben, prózában; Kriterion, Bukarest, 1971
- A lány, aki nincs; Kriterion, Bukarest, 1975
- Add magad hozzá a világhoz! Interziakötet a mások s a magam verseiből, azaz műfordítások, parafrázisok, kommentárok versben és prózában; Dacia, Kolozsvár, 1975
- A lány, aki nincs; Kriterion, Bukarest, 1975
- Kék folt. Regény; Kriterion, Bukarest, 1979
- Apám könyve. Túlvilági röplapok versben és prózában; Kriterion, Bukarest, 1980
- Svájci villa. Regény; Kriterion, Bukarest, 1981
- Kék folt; Magvető, Bp., 1981 (Rakéta Regénytár)
- Elszaporodtak a kenguruk. Karcolatok, röplapok; Dacia, Kolozsvár-Napoca, 1982
- Szélmalomjáték. Tallózás régi és újabb feljegyzések között; Kriterion, Bukarest, 1983
- Haldoklás anyanyelven. Apám könyve; Magvető, Bp., 1986
- Az olvasás ihlete. Irodalmi napló; Magvető, Bp., 1988
- Hogyan kell kastélyt építeni? Kisregények; Szépirodalmi, Bp., 1989
- Hazába kiáltott szó. Irodalmi és közírói tárcák; Magvető, Bp., 1989
- A hisztéria szükségállapota. Kellemetlen kézikönyv Romániáról; Szabad Tér, Bp., 1990
- A kíváncsiság mestersége; HQD, Pilisszentiván, 1999
- Diurnus. Bodor Pál 365 jegyzete a régi Magyar Nemzetből, 1985–1990; vál., szerk. Szigethy András, előszó Lengyel László, utószó Csiki László; HQD BT, Bp., 2002
- Svájci villa; Babits, Szekszárd, 2004 (Korjellemző magyar próza)
- Búcsúlevél nincs; Saxum, Bp., 2006

## Díjai
- 1988: Déry Tibor-díj
- 1999: Joseph Pulitzer-emlékdíj
- 2002: A Magyar Köztársasági Érdemrend középkeresztje
- 2005: Hazám-díj
- 2009: Táncsics Mihály-díj